# Rue Bernard-Ortet
La rue Bernard-Ortet (en occitan : carrièra Bernat Ortet) est une voie de Toulouse, chef-lieu de la région Occitanie, dans le Midi de la France.

## Situation et accès

### Description
La rue Bernard-Ortet est une voie publique. Elle se trouve dans le quartier de Marengo-Jolimont.
Elle naît perpendiculairement à la rue de Périole. Dans sa première partie, jusqu'à la rue des Champs-Élysées, elle est orientée au nord-est, et s'élève de 148 à 152 mètres d'altitude. Dans sa deuxième partie, elle serpente à flanc du coteau du Calvinet, changeant plusieurs fois de sens afin de compenser l'élévation rapide de l'altitude, de 152 à 178 mètres, permettant de maintenir une pente inférieure à 10 %. La rue Bernard-Ortet se termine au carrefour de la rue Jolimont et de l'avenue Léon-Blum.
La chaussée compte une seule voie de circulation automobile, à double-sens entre la rue de Périole et la rue Claude-Perrault, puis en sens unique de la rue Claude-Perrault vers la rue Jolimont. Elle appartient à une zone 30 et la vitesse y est limitée à 30 km/h. Il n'existe pas de bande, ni de piste cyclable, et elle n'est que partiellement en contre-sens cyclable, entre la rue Claude-Perrault et la rue des Champs-Élysées.

### Voies rencontrées
Le rue Bernard-Ortet rencontre les voies suivantes, du sud au nord (« g » indique que la rue se situe à gauche, « d » à droite) :
1. Rue de Périole
2. Rue Claude-Perrault (g)
3. Rue des Champs-Élysées
4. Rue du Libre-Échange (d)
5. Rue Mil-Huit-Cent-Quatorze (g)
6. Rue du Général-Taupin (g)
7. Rue Jolimont (g)
8. Avenue Léon-Blum (d)

## Odonymie
Au XIXe siècle, la rue Bernard-Ortet était une partie du chemin de la Font-Servi.
À partir de 1824, on lui donne plutôt le nom de chemin des Redoutes, en souvenir des redoutes et des fortifications construites sur les sommets de la butte du Calvinet par les troupes françaises du général Soult lors de la bataille du 10 avril 1814. Ce chemin des Redoutes traversait les faubourgs et la campagne toulousaine, puisqu'il s'étendait du chemin de Montrabé (actuelle rue de Bayard) au chemin des Argoulets (actuelles rue de Stalingrad, rue Bernard-Ortet, rue des Redoutes, impasse de la Caravelle, rue Benjamin-Baillaud, passage Louis-Plana et rue de Caumont) – en 1840, comme il avait été prévu de prolonger le chemin à l'ouest à travers le faubourg Matabiau, une nouvelle rue, entre le boulevard Napoléon (actuel boulevard de Strasbourg) et la rue du Faubourg-Matabiau (actuelle rue Matabiau), prit aussi le nom des Redoutes (actuelle rue Joseph-Bosc).
Progressivement, le long chemin des Redoutes changea de nom et en octobre 1936 le conseil municipal attribua à la partie qui allait de la rue de Périole à la rue Jolimont le nom de Bernard Ortet (1720-1782), ferronnier toulousain. D'ailleurs, quelques semaines plus tard, en janvier 1937, le nom de Joseph Bosc (1743-1811), autre ferronnier toulousain du XVIIIe siècle, fut donné à la rue des Redoutes du quartier Matabiau. Finalement, le nom de rue des Redoutes ne s'est conservé que pour une courte section du vieux chemin, entre la rue Jolimont et l'impasse de la Caravelle.

## Patrimoine et lieux d'intérêt
- no  11 : maison toulousaine (deuxième moitié du XIXe siècle)[10].
- no  15 : maison (premier quart du XXe siècle)[11].
- no  26-42 : résidence Vigie (1982-1990)[12].
- no  35 : maison (deuxième quart du XXe siècle)[13].
- no  41 : villa La Rafale (deuxième moitié du XIXe siècle)[14].